# Івківка
Íвківка — проміжна залізнична станція 5-го класу Запорізької дирекції Придніпровської залізниці на електрифікованій лінії Синельникове I — Запоріжжя I між станцією Синельникове I (9 км) та зупинним пунктом Платформа 1045 км (4 км). Розташована за 1,5 км від села Новоолександрівка Синельниківського району Дніпропетровської області.

## Історія
Станція відкрита 1894 року під первинною назвою Мальцеве. Одного літнього дня з Синельникове прискакав гонець і вручив начальнику станції Івкову депешу, яка свідчила, щоб станція була підготовлена для прийому царського поїзда до ночі. Івков виконав всі вказівки досконало. Він чекав поїзд на пероні всю ніч, був одягнений у парадний мундир та надягнувши всі відзнаки за службу. Але хвилювання, очікування і безсонна ніч сильно втомили його. Він зайшов до себе в кабінет, приліг одягненим на диван і заснув. Прибулого на світанку царя ніхто не зустрів. Чиновник з царської свити вбіг до кабінету і закотив скандал начальникові станції. Івков схопився з дивана, вражений допущеної помилкою, і тут же впав на підлогу, померши від розриву серця. Коли цар дізнався про подію, він наказав, враховуючи вірну службу Івкова, з того дня назвати станцію на честь тодішнього начальника станції — Івкова. Таким чином, з 1910 року станція має назву і понині.
У 1965 році станція електрифікована постійним струмом (=3 кВ) в складі дільниці Синельникове I — Запоріжжя I.

## Пасажирське сполучення
На станції Івківка зупиняються приміські електропоїзди напрямку Запоріжжя — Синельникове I / Дніпро.